# День ярости (фильм, 1973)
«День ярости» (итал. Il giorno del furore; также известен как «Ярость», англ. Fury, международное название «Одно русское лето», англ. One Russian summer, французское прокатное название «Красный апрель», фр. Avril rouge) — англоязычный художественный фильм 1973 года, совместная итало-британская экранизация неоконченного юношеского романа Михаила Лермонтова «Вадим». Фильм снял итальянский театральный режиссёр Антонио Календа по сценарию, написанному им совместно с Эдвардом Бондом и Уго Пирро.

## Сюжет
Действие разворачивается в России в XVIII веке, во времена пугачёвского восстания. Богатый и властный помещик Палицын берёт к себе на работу нищего горбуна Вадима, который старается зарекомендовать себя как верного слугу. В доме Палицына воспитывается юная Ирена, которая давно является объектом вожделения помещика, о чём подозревает и его жена.
Однажды Вадим говорит Ирене, что та на самом деле не знает, что случилось с её родителями: они не просто умерли, а были доведены до смерти Палицыным. Сам же Вадим — старший брат Ирены, который долго скитался по свету как нищий. Он жаждет мести и собирается расквитаться с убийцей родителей и всей его семьёй. Так Ирена находит в Вадиме единственную родственную душу.
Однако вскоре в дом Палицына приезжает его молодой сын Юрий, с которым Ирена играла ещё в детстве. Юрий несколько лет не был дома и, увидев Ирену, влюбляется в неё. Та, сначала отнесясь к Юрию с недоверием, затем отвечает ему взаимностью, и Вадим понимает, что потерял в лице Ирены единственное родное существо. Будучи связанным с отрядами Пугачёва, Вадим сообщает одному из отрядов, что всё готово к тому, чтобы захватить дом Палицына, однако просит самого помещика и его семью оставить ему, Вадиму.
Палицын отправляется на охоту, заезжая по пути к своей любовнице Ане. Жена Палицына в сопровождении местной знати приходит на службу в монастырь. Вадиму удаётся поднять народ на восстание, обращая внимание на постоянную эксплуатацию и жестокость со стороны хозяев. Толпа набрасывается на помещиков и духовенство и убивает их. Узнав о расправе и смерти матери, Юрий разыскивает отца и сообщает ему о случившемся. Аня отправляет своего сына-подростка Вацлава проводить Палицыных и Ирену в пустынное место среди камней, где они могут укрыться. Там Юрий оставляет отца и Ирену и уходит за подмогой. Оставшись один на один с Иреной, Палицын не может сдержать себя, обещает жениться на ней и овладевает девушкой.
Вадим приводит пугачёвцев в имение Палицына и они разграбляют и поджигают его. Затем Вадим предлагает найти самого Палицына и его сына. Вместе с пугачёвцами он приезжает к Ане, которая ни в чём не признаётся. Тогда они забирают Вацлава и уезжают с ним на поиски.
Юрий обнаруживает, что солдатский гарнизон разгромлен и помощи ждать неоткуда. Он возвращается к отцу и Ирене, которая обезумела и повторяет, что её Юрий больше не вернётся. Поняв, что произошло, Юрий вступает в схватку с отцом. В драке Юрий погибает от удара головой об камень. Тем временем появляется Вадим и пугачёвцы. Вадим унижает Палицына, заставляя его приносить палку как собака так же, как когда-то Палицын заставлял самого Вадима. Вдруг Вадим слышит, что пугачёвцы стреляют по убегающей Ирене. Он подбегает к телу Ирены, а затем видит Палицына с простреленной головой. С криком «Он был моим!» Вадим в отчаянии склоняется над трупами своей сестры и своего врага.

## В ролях
- Джон Макинери — Вадим
- Оливер Рид — Палицын
- Кароль Андре — Ирена, сестра Вадима
- Рэй Лавлок — Юрий, сын Палицына
- Зора Велцова — Наталья, жена Палицына
- Клаудия Кардинале — Аня, любовница Палицына

## Музыка к фильму
Саундтрек к фильму был выпущен на CD в 1993 году вместе с музыкой к фильму «Первая любовь» (Primo amore), также написанной Рицем Ортолани.